# Batch
Um arquivo batch é um arquivo texto contendo linhas com comandos que podem ser executados sequencialmente pelo interpretador de comandos do MS-DOS, Windows ou OS/2. São identificados pelas extensões .bat ou .cmd.

## História
Batch foi inicialmente criado para o MS-DOS, onde o COMMAND.COM era o interpretador dos comandos Batch.
A versão para Windows contém utilitários e estrutura de código mais avançada, e é interpretado pelo Prompt de comando.
Também há a possibilidade de executar scripts em outras linguagens, usando o Batch como um intermediário para executa-lo pelo Prompt.
Usando do utilitário CScript para executar scripts em linguagens como JScript e VBS.

## Comandos
echo – imprime mensagem
cls – limpa a tela
pause – aguarda pressionamento de tecla exibindo "Pressione qualquer tecla para continuar..."
shutdown – desliga, reinicia, faz logoff ou cancela desligamento
start – executa programa ou script
cd – muda de diretório
md – cria diretórios
rd – remove diretórios
del – deleta arquivo
ren ou rename – renomeia arquivos
move – move arquivo
copy – copia arquivo
type – mostra conteúdo de arquivo de texto
exist – checa se arquivo ou diretório existe
taskkill – encerra processo
color – altera cor de texto ou fundo
title – muda o título da janela
time – exibe ou altera a hora do computador
date – exibe ou altera a data do computador

### Novas janelas
systeminfo – Informações sobre o Sistema
calc – Calculadora
notepad – Bloco de Notas
mspaint  ou pbrush – Paint
wordpad ou write — WordPad
iexplore – Internet Explorer
chrome – Google Chrome
firefox – Mozilla Firefox
explorer – Windows Explorer
wmplayer – Windows Media Player
winword – Microsoft Word
powerpnt – Microsoft PowerPoint
excel – Microsoft Excel
control – Painel de Controle
control mouse –  Mouse
control color – Cores
control fonts – Fontes
powershell - Windows Powershell

## Tabela de Cores Texto ou Fundo (16 cores)
0 = Preto  

 1 = Azul  

 2 = Verde  

 3 = Verde-Água  

 4 = Vermelho  

 5 = Roxo  

 6 = Amarelo  

 7 = Branco  

 8 = Cinza  

 9 = Azul Claro  

 A = Verde Claro  

 B = Verde-Água Claro  

 C = Vermelho Claro  

 D = Lilás  

 E = Amarelo Claro  

 F = Branco Brilhante  

## Exemplos de código Batch
```
@
echo
 off

echo
 Ola mundo.

pause
>
nul

exit

```

```
@
echo
 off

set
 
/p
 
nome
=
 Digite o seu nome: 

echo
 E um prazer te conhecer Senhor(a) 
%nome%
!

pause
 
>
 nul

exit

```

```
@
echo
 off

set
 
/p
 
n1
=
 Digite o primeiro numero: 

set
 
/p
 
n2
=
 Digite o segundo numero: 

set
 
/a
 
soma
=
 
%
n1% + %n2
%

echo
 
%n1%
 + 
%n2%
 = 
%soma%

pause
 
>
 nul

exit

```

```
@
echo
 off
mode con: cols=90 lines=30

title
 Altera o tamanho da Janela

pause
>
nul

```

```
@
echo
 off

:
Loop

msg * CLICK Em Mim!

goto
 
Loop

```

```
@
echo
 off

color
 0a

title
 Verificador de idades

echo
 Ola, usuario!

echo
.

set
 
/p
 
i
=
 Por favor, digite a sua idade:

set
 
/a
 
i
=%
i
%

if
 
%i%
 
lss
 18 
(

    
echo
 Voce e menor de idade, tem apenas 
%i%
 anos...

)

if
 
%i%
 
gtr
 17 
(

    
echo
 Voce e maior de idade, ja tem 
%i%
 anos...

)

pause
 
>
 nul

exit

```